# Antonín Schovánek
Antonín Schovánek (??? – 9. července 1870 Jičín) byl rakouský právník a politik české národnosti z Čech, v 60. letech 19. století poslanec Českého zemského sněmu.

## Biografie
Jeho otcem byl Antonín Schovánek, který původně působil jako mlynář u Zlivi u Libáně. Byl měšťanem v Jičíně a v Praze. V 1. polovině 19. století mu patřil dům Jeronýma Bukovského z Neudorfu vedle jičínského zámku. Poslanec zemského sněmu Antonín Schovánek byl jeho druhým synem. Působil jako první notář v Jičíně.
Po obnovení ústavního systému vlády počátkem 60. let se zapojil i do politického života. V zemských volbách v Čechách roku 1861 byl zvolen na Český zemský sněm, kde zastupoval kurii městskou, obvod Jičín, Nový Bydžov. Byl tehdy uváděn jako oficiální český kandidát (Národní strana, staročeská). Uspěl zde i v zemských volbách v lednu 1867 a zemských volbách v březnu 1867.
V srpnu 1868 patřil mezi 81 signatářů státoprávní deklarace českých poslanců, v níž česká politická reprezentace odmítla centralistické směřování státu a hájila české státní právo. V rámci tehdejší české pasivní rezistence mandát přestal vykonávat a byl zbaven poslaneckého křesla pro absenci v září 1868. Zvolen byl manifestačně znovu v září 1869. Jako oficiální kandidát české Národní strany byl navržen i pro zemské volby roku 1870. Byl tehdy uváděn jako advokát v Jičíně. Ještě před volbami ovšem zemřel.
Zemřel v červenci 1870.